# Russell Tovey
Russell George Tovey (Billericay, 14 novembre 1981) è un attore britannico.

## Biografia
Tovey, che è apertamente gay, lavora in campo teatrale, cinematografico e televisivo. È noto principalmente per il ruolo di George Sands nella serie televisiva della BBC Being Human e per il ruolo di Kevin Matheson nella serie televisiva Looking. Dal 2016 al 2018 ha interpretato il ruolo di Harry Doyle nella serie televisiva statunitense Quantico.

## Filmografia

### Cinema
- I vestiti nuovi dell'imperatore (The Emperor's New Clothes), regia di Alan Taylor (2001)
- The History Boys, regia di Nicholas Hytner (2006)
- Words of the Blitz, regia di Paul Copeland (2010)
- Grabbers, regia di Jon Wright (2012)
- Tower Block, regia di James Nunn e Ronnie Thompson (2012)
- Effie Gray - Storia di uno scandalo (Effie Gray), regia di Richard Laxton (2014)
- Blackwood, regia di Adam Wimpenny (2014)
- Muppets 2 - Ricercati (Muppets Most Wanted), regia di James Bobin (2014)
- Pride, regia di Matthew Warchus (2014)
- The Lady in the Van, regia di Nicholas Hytner (2015)
- The Pass, regia di Ben A. Williams (2016)
- Mindhorn, regia di Sean Foley (2016)
- L'inganno perfetto (The Good Liar), regia di Bill Condon (2019)
- The Understudy, regia di Giles Croft (2020)
- After the Harvest II, regia di Henry Mason (2020)
- Allelujah - Un ospedale in rivolta (Allelujah), regia di Richard Eyre (2022)
- Love Again, regia di James C. Strouse (2023)
- Plainclothes, regia di Carmen Emmi (2025)

### Televisione
- Mud – serie TV, 7 episodi (1994-1995)
- Poirot (Agatha Christie's Poirot) – serie TV, episodio 8x01 (2001)
- Metropolitan Police (The Bill) – serie TV, 3 episodi (2001-2002)
- Holby City – serie TV, 2 episodi (2001-2005)
- Testimoni silenziosi (Silent Witness) – serie TV, 2 episodi (2002)
- Uno zoo in famiglia (My Family and Other Animals), regia di Sheree Folkson - film TV (2005)
- Annually Retentive – serie TV, 5 episodi (2007)
- Doctor Who – serie TV, 2 episodi (2007-2010)
- Ashes to Ashes – serie TV, 1 episodio (2008)
- Little Dorrit – miniserie TV, 10 puntate (2008)
- Being Human – serie TV, 24 episodi (2009-2012)
- Him & Her – serie TV, 25 episodi (2010-2013)
- Sherlock – serie TV, 1 episodio (2012)
- What Remains, regia di Coky Giedroyc – miniserie TV (2013)
- The Job Lot – serie TV, 18 episodi (2013-2015)
- Looking – serie TV, 15 episodi (2014-2015)
- The Night Manager – miniserie TV, 1 puntata (2016)
- Looking - Il film (Looking: The Movie), regia di Andrew Haigh – film TV (2016)
- Quantico – serie TV, 31 episodi (2016-2018)
- The Flash - serie TV, 1 episodio (2017)
- Legends of Tomorrow – serie TV, 1 episodio (2017)
- Queers – miniserie TV, 1 puntata (2017)
- Years and Years – miniserie TV, 4 puntate (2019)
- Flesh and Blood, regia di Louise Hooper – miniserie TV (2020)
- The Sister – miniserie TV, 4 puntate (2020)
- American Horror Story – serie TV, 10 episodi (2022)
- Juice – serie TV, 6 episodi (2023)
- The War Between the Land and the Sea – miniserie tv, 5 puntate (2025)

### Doppiatore
- Pirati! Briganti da strapazzo (The Pirates! Band of Misfits), regia di Peter Lord e Jeff Newitt (2012)
- Sun... Sex & Suspicious Parents (narratore, 2011-in corso)
- Snow, Sex and Suspicious Parents (narratore, 2013-in corso)
- Muumit Rivieralla, regia di Xavier Picard (2014) - versione inglese

## Teatro (parziale)
- Enrico V di William Shakespeare, regia di Nicholas Hytner. National Theatre di Londra (2003)
- The History Boys di Alan Bennett, regia di Nicholas Hytner. National Theatre (2004), Wyndham's Theatre di Londra (2005), Broadhurst Theatre di Broadway, Lyric Theatre di Hong Kong, Sydney Theatre di Sydney (2006).
- The Laramie Project di Moisés Kaufman, regia di Ruth Carney . Sound Theatre di Londra (2005)
- Uno sguardo dal ponte di Arthur Miller, regia di Ivo van Hove. Lyric Theatre di Broadway (2015)
- Angels in America - Fantasia gay su temi nazionali di Tony Kushner, regia di Marianne Elliott. National Theatre di Londra (2017)
- Chi ha paura di Virginia Woolf? di Edward Albee, regia di Joe Mantello. Booth Theatre di Broadway (2020)
- Constellations di Nick Payne, regia di Michael Longhurst. Vaudeville Theatre di Londra (2021)

## Doppiatori italiani
Nelle versioni in italiano delle opere in cui ha recitato, Russell Tovey è stato doppiato da:
- Jacopo Venturiero in The Flash, Legends of Tomorrow, American Horror Story
- Andrea Mete in Being Human, Sherlock
- David Chevalier in Quantico, L'inganno perfetto
- Stefano Crescentini in Looking, Looking - Il film
- Omar Vitelli in Grabbers, Years and Years
- Simone Crisari in Doctor Who
- Marco Vivio in The History Boys
- Daniele Raffaeli in The Sister
- Francesco Mei in Love Again

Da doppiatore è stato sostituito da:
- Corrado Conforti in Pirati! Briganti da strapazzo